# Skag
Skag  è una serie televisiva statunitense in 6 episodi trasmessi per la prima volta nel corso di una sola stagione nel 1980. Fu lanciata sulla NBC con un film per la televisione della durata di circa tre ore il 6 gennaio 1980; il primo episodio, della durata di un'ora circa, fu trasmesso il 17 gennaio 1980.
Skag è incentrato sulla vita di un caporeparto in una acciaieria di Pittsburgh. Karl Malden descrisse il suo personaggio, Pete Skagska, come un uomo semplice che cerca di mantenere unita la famiglia. La serie fu creata da Abby Mann e la produzione esecutiva affidata alla Mann e a Lee Rich.

## Personaggi
- Pete "Skag" Skagska (6 episodi, 1980), interpretato da	Karl Malden.
È un impiegato cinquantaseienne di un'acciaieria di Pittsburgh.
- Jo Skagska (6 episodi, 1980), interpretata da	Piper Laurie.
È la moglie ebrea di Pete.
- David Skagska (6 episodi, 1980), interpretato da	Craig Wasson.
È uno dei figli di Pete, il primogenito.
- John Skagska (6 episodi, 1980), interpretato da	Peter Gallagher.
È uno dei figli di Pete, un ventiquattrenne che aspira a diventare medico.
- Patricia Skagska (6 episodi, 1980), interpretata da	Kathryn Holcomb.
È una delle figlie di Pete, una diciottenne dal carattere insicuro.
- Barbara Skagska (6 episodi, 1980), interpretata da	Leslie Ackerman.
È una delle figlie di Pete, una ragazza obesa quindicenne.
- Petar Skagska (6 episodi, 1980), interpretato da	George Voskovec.
- Whalen (6 episodi, 1980), interpretato da	Powers Boothe.
È un giovane collega di Pete "Skag" che sostituisce quando questi è colpito da un attacco di cuore.
- Paczka (5 episodi, 1980), interpretato da	Frank Campanella.
- Dottie Jessup (5 episodi, 1980), interpretata da	Shirley Stoler.
- Madman Messisik (3 episodi, 1980), interpretato da	Richard Bright.
- Pauline (2 episodi, 1980), interpretata da	Bibi Besch.
- Moran (2 episodi, 1980), interpretato da	Ray Girardin.
- Nora (2 episodi, 1980), interpretata da	Dee Wallace.

## Produzione
La serie, ideata da Abby Mann, fu prodotta da Lorimar Productions e girata negli studios della Metro-Goldwyn-Mayer a Culver City in California. Le musiche furono composte da Bruce Broughton e Morton Stevens.
Tra i registi della serie sono accreditati Allen Reisner e Edward Parone.

## Distribuzione
La serie fu trasmessa negli Stati Uniti nel 1980 sulla rete televisiva NBC. In Italia è stata trasmessa con il titolo Skag.

## Episodi
| Stagione       | Episodi | Prima TV USA |
| -------------- | ------- | ------------ |
| Prima stagione | 6       | 1980         |